# Alex Zanardi

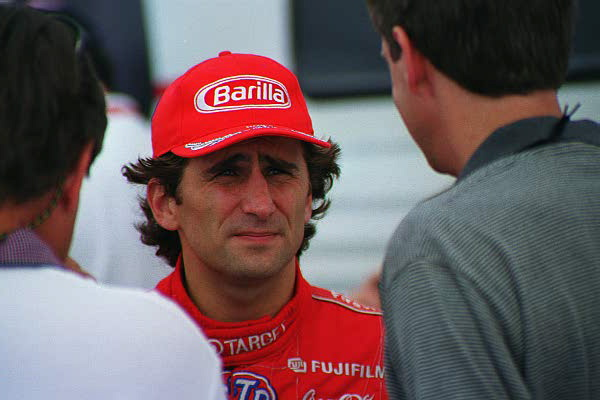
Alex Zanardi al Circuit de Laguna Seca el 1998.

Alessandro Zanardi (23 d'octubre de 1966, Bolonya, Emília-Romanya, Itàlia) és un pilot de curses italià que va arribar a disputar curses de Fórmula 1.
Alex Zanardi va debutar a la catorzena cursa de la temporada 1991 (la 42a temporada de la història) del campionat del món de la Fórmula 1, disputant el 29 de setembre del 1991 el GP d'Espanya al circuit de Montmeló.
Va participar en un total de quaranta-quatre curses puntuables pel campionat de la F1, disputades en cinc temporades no consecutives (temporada 1991 - temp. 1994 i temporada 1999), aconseguint una sisena posició com millor classificació en una cursa i assolí un punt vàlid pel campionat del món de pilots.

## Resultats a la Fórmula 1
| Any  | Equip             | Xassís   | Motor       | 1       | 2       | 3      | 4       | 5       | 6       | 7       | 8       | 9       | 10      | 11      | 12      | 13    | 14      | 15      | 16      | Posició | Punts |
| ---- | ----------------- | -------- | ----------- | ------- | ------- | ------ | ------- | ------- | ------- | ------- | ------- | ------- | ------- | ------- | ------- | ----- | ------- | ------- | ------- | ------- | ----- |
| 1991 | 7 Up Jordan       | Jordan   | Ford        | USA     | BRA     | SMR    | MON     | CAN     | MEX     | FRA     | GB      | ALE     | HON     | BEL     | ITA     | POR   | ESP 9   | JAP Ret | AUS 9   | -       | 0     |
| 1992 | Minardi Team      | Minardi  | Lamborghini | SUD     | MEX     | BRA    | ESP     | SMR     | MON     | CAN     | FRA     | GBR NVQ | ALE Ret | HUN NVQ | BEL     | ITA   | POR     | JAP     | AUS     | -       | 0     |
| 1993 | Team Lotus        | Lotus    | Ford        | SUD Ret | BRA 6   | EUR 8  | SMR Ret | ESP 14  | MON 7   | CAN 11  | FRA Ret | GBR Ret | ALE Ret | HUN Ret | BEL NVS | ITA   | POR     | JAP     | AUS     | 20è     | 1     |
| 1994 | Team Lotus        | Lotus    | Mugen Honda | BRA     | PAC     | SMR    | MON     | ESP 9   | CAN 15  |         |         |         |         |         |         |       |         |         |         | -       | 0     |
| 1994 | Team Lotus        | Lotus    | Mugen Honda |         |         |        |         |         |         | FRA Ret | GBR Ret | ALE Ret | HON 13  | BEL     | ITA Ret | POR   | EUR 16  | JAP 13  | AUS Ret | -       | 0     |
| 1999 | Winfield Williams | Williams | Supertec    | AUS Ret | BRA Ret | SMR 11 | MON 8   | ESP Ret | CAN Ret | FRA Ret | GBR 11  | AUT Ret | ALE Ret | HON Ret | BEL 8   | ITA 7 | EUR Ret | MAL 10  | JAP Ret | -       | 0     |

### Resum
| Curses: | Victòries: | Pòdiums: | Poles: | Voltes ràpides: | Punts: |
| ------- | ---------- | -------- | ------ | --------------- | ------ |
| 44 (41) | 0          | 0        | 0      | 0               | 1      |